# Sombra Grande
Sombra Grande är en ort i Mexiko.   Den ligger i kommunen Tumbalá och delstaten Chiapas, i den sydöstra delen av landet, 800 km öster om huvudstaden Mexico City. Sombra Grande ligger 1 242 meter över havet och antalet invånare är 389.
Terrängen runt Sombra Grande är kuperad söderut, men norrut är den bergig. Runt Sombra Grande är det ganska tätbefolkat, med 149 invånare per kvadratkilometer. Närmaste större samhälle är Yajalón, 14,0 km söder om Sombra Grande. I omgivningarna runt Sombra Grande växer i huvudsak städsegrön lövskog.